# T.C. Ziraat Bankası
Die T.C. Ziraat Bankası A.Ş. (kurz Ziraat Bank) ist die größte Universalbank der Türkei und rangiert in der Weltrangliste der größten Banken nach Bilanzsumme auf Platz 150. Im internationalen Finanzwesen heißt sie Turkiye Cumhuriyeti Ziraat Bankasi A.S. Ihr Name bedeutet übersetzt Aktiengesellschaft Landwirtschaftsbank der Republik Türkei.

## Geschichte
Die offiziell im August 1888 gegründete Bank übernahm damals die seit 1863 im Osmanischen Reich geschaffenen Fonds, die auf einer Initiative von Midhat Pascha in Pirot fußten, tragbarere Kredite als üblich vergaben, und die Gewinne daraus größtenteils der Gemeinde gaben. Seit April 1920 ist Ankara der Sitz der Bank. Am 25. November 2000 erfolgte die Umwandlung in eine privatrechtlich organisierte Aktiengesellschaft türkischen Rechts.

## Unternehmen
In der Türkei unterhält die Bank 1490 Filialen und beschäftigt 24.092 Menschen. Weiterhin besitzt die Bank mehrere Tochtergesellschaften in Deutschland (Ziraat Bank International AG), Bosnien und Herzegowina, Russland, Usbekistan, Turkmenistan, Kasachstan, Aserbaidschan und Mazedonien. Es bestehen Auslandsniederlassungen in Bulgarien, England, Georgien, Griechenland, der Türkischen Republik Nordzypern, den USA und Repräsentanzen in Pakistan und Iran.